# Régiment de Bassigny
Pour les articles homonymes, voir Régiment de Bassigny (homonymie).
Le régiment de Bassigny est un régiment d'infanterie du royaume de France, créé en 1621 sous le nom de régiment de Castelbayard, devenu sous la Révolution le 32e régiment d'infanterie de ligne.

## Création et différentes dénominations
- 7 juillet 1621 : Création du régiment de Castelbayard
- 26 mai 1626 : Licenciement du régiment de Castelbayard
- 22 juin 1627 : Recréation du régiment de Castelbayard
- 1er janvier 1630 : Devient le régiment de Montausier
- 10 octobre 1665 : Renommé régiment de Crussol
- 3 décembre 1702 : Prend le nom de régiment d'Antin
- 19 décembre 1703 : Renommé régiment de Gondrin
- 26 juillet 1712 : Devient le régiment de La Gervaisais
- 10 mars 1734 : Reprend le nom de régiment d'Antin
- 6 mars 1743 : Reprend le nom de régiment de Gondrin
- 1er décembre 1745 : Renommé régiment de Montboissier
- 27 février 1751 : Devient le régiment de Joyeuse
- 15 juillet 1755 : Prend le nom de régiment de Vaubécourt
- 10 décembre 1762 : Renommé régiment d'Aunis
- 25 mars 1776 : Formation du régiment de Bassigny à partir des 2e et 4e bataillons du régiment d'Aunis
- 1er janvier 1791 : Tous les régiments prennent un nom composé du nom de leur arme avec un numéro d’ordre donné selon leur ancienneté. Le régiment de Bassigny devient le 32e régiment d'infanterie de ligne ci-devant Bassigny.

## Colonels et mestres de camp
Régiment de Castelbayard
- 7 juillet 1621 : N. Marion, baron de Castelbayard[1]

Régiment de Montausier
- 1er janvier 1630 : Hector de Sainte-Maure, baron de Montausier
- 7 août 1635 : Charles de Sainte-Maure, marquis de Montausier[2]

Régiment de Crussol
- 10 octobre 1665: Emmanuel de Crussol, comte puis duc d'Uzès [3]
- 24 avril 1687 : Louis, duc de Crussol d'Uzès[4]
- juillet 1693: Jean Charles, duc de Crussol d'Uzès[5]

Régiment d'Antin
- 3 décembre 1702 : Louis Antoine de Pardaillan de Gondrin, marquis d'Antin[6]

Régiment de Gondrin
- 19 décembre 1703 : Louis de Pardaillan de Gondrin marquis de Gondrin, puis duc d'Antin[7]
- 13 février 1712 : Louis Antoine de Pardaillan de Gondrin, marquis d'Antin (2e fois)[8]

Régiment de La Gervaisais
- 26 juillet 1712 : Auguste Nicolas Magon de La Gervaisais

Régiment d'Antin
- 10 mars 1734 : Louis de Pardaillan de Gondrin, duc d'Antin [9]

Régiment de Gondrin
- 6 mars 1743 : Louis de Pardaillan, marquis de Gondrin[10]

Régiment de Montboissier
- 1er décembre 1745 : Charles Henri Philippe, vicomte de Montboissier [11]

Régiment de Joyeuse
- 27 février 1751 : Jean Armand, marquis de Joyeuse [12]

Régiment de Vaubécourt
- 15 juillet 1755 : Jean Charles de Nettancourt Hausseville, marquis de Vaubécourt

Régiment d'Aunis
- 1er décembre 1762 : Pierre Marie de Chapelle, comte de Jumilhac[13]
- 3 janvier 1770 : Jean-Baptiste, comte du Lau d'Allemans

Régiment de Bassigny
- 25 avril 1775 : Antoine Joseph Philippe, comte de Walsh Serent
- 14 mai 1776 : Alexandre François Marie Le Filleul, comte de La Chapelle[14],[15]
- 1er janvier 1784 : Jacques Louis Drummond, duc de Melfort
- 10 mars 1788 : Pierre Marie de Suffren, marquis de Saint-Tropez

31e régiment d'infanterie de ligne ci-devant Bassigny
- 5 février 1792 : Joseph de Beaussancourt
- 12 janvier 1793 : Louis Antoine Vimeux

## Historique des garnisons, combats et batailles du régiment

### Les origines (1615-1621)
Un de ces hobereaux gascons, fanfarons et besogneux, qui vivaient de leur rapière et du dévouement intéressé dont ils faisaient parade pour le duc d'Épernon, colonel-général de l'infanterie, le baron de
Castelbayard, rassembla dès l'année 1615, quelques centaines de soldats vagabonds, ses compatriotes, et en forma un régiment pour le service de son maître. Celui-ci, que le prince de Condé venait d'accuser ouvertement d'avoir armé la main de Ravaillac, ne voyait pas sans inquiétude le roi Louis XIII s'acheminer à la tête d'une armée, et à travers les
provinces de son gouvernement, pour aller à Bordeaux célébrer son mariage avec l'infante Anne d'Autriche, et, sous l'apparence de faire honneur à son souverain, il se mettait en mesure de résister à un acte d'autorité.
Ce danger passé, le duc d'Épernon licencia les gens de pied de Castelbayard, mais il les rappela près
de lui en 1617, au moment où la levée de boucliers des seigneurs du royaume contre le maréchal d'Ancre, lui fit craindre de nouveau qu'une atteinte ne fût portée à l'énorme autorité dont il était revêtu . Après la mort du maréchal d'Ancre, pour masquer le motif réel de ses armements, le colonel-général eut recours à un moyen qui lui réussit plusieurs fois, et dans lequel on trouve le secret du maintien de sa fortune dans la position extrêmement difficile où il était forcé de vivre. Il se rabattit sur les protestants, ce qui ne pouvait être qu'agréable à la cour, et conduisit ses forces autour de La Rochelle. Cette guerre, qu'on appela la guerre d'Aunis, ne donna lieu qu'à quelques escarmouches sans importance, mais, les railleries que les Rochelais se permirent alors, peuvent être considérées comme l'origine des querelles
plus graves qu'on leur suscita bientôt, et qui finirent par amener la ruine de cette ville et du protestantisme.
Les tracasseries dont les Huguenots furent l'objet pendant les trois années suivantes, les conduisirent enfin à se révolter, comme on le désirait. Une assemblée générale convoquée à La Rochelle publia, le 10 mai 1621, une déclaration d'indépendance qui partageait la France protestante en huit cercles fédérés. C'était une république superposée à une monarchie.
Louis XIII marcha en personne contre les rebelles, et après la prise de Saint-Jean-d'Angély, au moment de partir pour aller soumettre la Guyenne, il chargea le duc d'Épernon, par un ordre du 7 juillet 1621, de lever des troupes et d'aller bloquer La Rochelle.

### Régiment de Castelbayard (1621-1630)

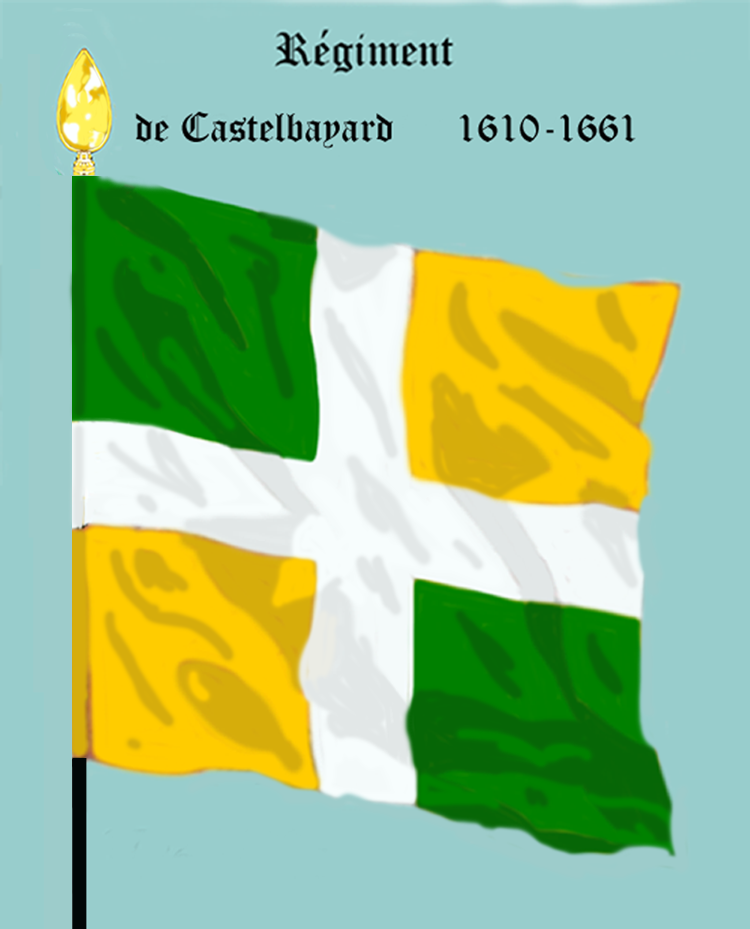
Régiment de Castelbayard

#### Rébellions huguenotes
Le régiment du baron de Castelbayard, fort de 500 hommes, fut bientôt prêt et arriva le premier à La Jarrie, quartier général du duc d'Épernon. Ce corps se distingua dans les escarmouches journalières qui eurent lieu contre les troupes rochelaises jusqu'à l'hiver, se montra des plus ardents à faire les moissons et les vendanges des Huguenots, et mérita ainsi d'être
maintenu sur pied pendant la morte-saison.
Au mois d'avril 1622, il se trouva tout porté pour prendre part, avec l'armée royale, à la chasse donnée à Benjamin de Rohan seigneur de Soubise dans les marais du bas Poitou, et il eut ensuite l'honneur d'accompagner le roi sous les murs de Royan et d'y ouvrir la tranchée du côté du Fossillon, pendant que les Gardes françaises et Navarre faisaient la même opération d'un autre côté. Royan se rendit au bout de six jours, et pendant que Louis XIII marchait vers la Guyenne, le régiment de Castelbayard revint prendre son poste aux environs de La Rochelle bloquée par Louis de Bourbon comte de Soissons. Le régiment établit son camp à Laleu, commença les travaux du Fort Louis et de la digue, et soutint un vif combat le 1er juillet 1622 contre les Rochelais, tout proche du village de Saint-Maurice.
C'est sans doute le souvenir de ces circonstances, qui valut à ce corps le titre de la province d'Aunis, quand il cessa, en 1762, d'être régiment de gentilshommes.
La paix de Montpellier fut cause que le régiment de Castelbayard fut réformé au mois de novembre 1622. Cette réforme toutefois, ne paraît point avoir été exécutée, car le duc d'Épernon ayant été pourvu en 1623, du gouvernement de la Guyenne, demanda au roi et obtint, pour appuyer son autorité dans cette province, d'entretenir à ses frais deux régiments d'infanterie et une compagnie de gendarmes. Or, ces deux régiments d'infanterie étaient le régiment de son fils Bernard de La Valette, et celui du baron de Castelbayard. Ce dernier fut mis en garnison à Bergerac. Les armements des Rochelais firent rentrer Castelbayard au service du roi, le 17 janvier 1625. Il fut alors employé dans les îles de l'Aunis, et resta entretenu jusqu'au 26 mai 1626.
Le 22 juin 1627, le baron reçut l'ordre de remettre son régiment sur pied pour le siège de La Rochelle, et depuis ce moment il n'a plus eu d'interruption dans son existence.
Pendant le siège de La Rochelle, le régiment de Castelbayard fut surtout employé à la construction et à la garde du fort que Louis XIII ordonna d'élever sur la pointe de Corneilles. Après la capitulation de la ville, le régiment qui avait bien servi, y fut mis en garnison avec les corps connus plus tard sous les noms de Bourbonnais et de Poitou.

#### Guerre de Succession de Mantoue
Il resta moins d'un an en garnison à La Rochelle, car on le trouve en 1629, à l'armée de Savoie pour participer à la guerre de Succession de Mantoue.
 Au mois d'août de cette année, un détachement de 400 hommes se jeta dans Rosignano près de Casale, et s'y fortifia.

### Régiment de Montausier (1630-1665)

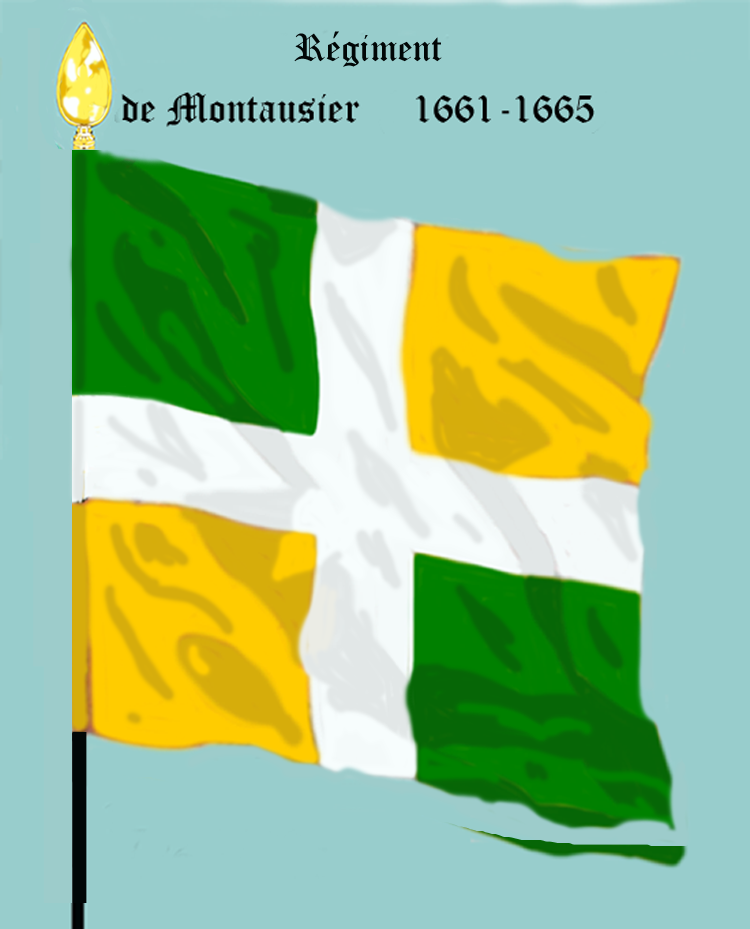
Régiment de Montausier

#### Guerre de Succession de Mantoue
Il y fut assiégé en 1630 par le fameux Ambrogio Spinola. Après une résistance de quatorze jours dans
cette mauvaise bicoque, résistance qui fut fort admirée, après avoir supporté les effets de 1 500 coups de canon et de trois mines, ce détachement obtint, le 14 mai, une capitulation des plus honorables, et rentra en France. Les officiers eurent la liberté de se jeter dans Casal où se trouvait le reste du régiment et son nouveau mestre de camp, Hector de Sainte-Maure baron de Montausier, qui s'était illustré l'année précédente en défendant avec succès cette ville contre Spinola.
Le général espagnol reprit immédiatement ses projets contre Casal, mais il y eut affaire à des troupes aguerries, à des officiers ivres de gloire (1), et au brave marquis de Toiras, qui défendit Casal comme il avait défendu l'île de Ré. Le traité de Ratisbonne vint mettre fin à une résistance qui semblait sans limites, et qui arracha à Spinola ce témoignage d'admiration : « Qu'on me donne, dit-il, cinquante mille hommes aussi vaillants et aussi bien disciplinés, je me rendrais maître de l'Europe ». Le colonel du régiment, Hector de Sainte-Maure baron de Montausier avait été blessé pendant ce siège.

#### Guerre de Trente Ans
Le régiment fit la campagne de 1631, lors de la guerre de Trente Ans, en Lorraine, et on le trouve en 1632, employé à la prise de Moyenvic, de Bar-le-Duc et de Saint-Mihiel. Il va de là à la conquête de Trèves et passe l'hiver sur la Moselle.
En septembre 1633, il est à l'investissement de Nancy, et après la soumission de cette ville, il y est mis en garnison.
Il quitte Nancy en novembre 1634, pour se rendre à Rambervillers où s'assemblait une petite armée placée sous les ordres du duc de Rohan.

#### Guerre franco-espagnole
Au commencement de 1635, il opère en Alsace contre le duc de Lorraine, qui est obligé
de mettre le Rhin entre lui et les troupes françaises. Il combat à Ottmersheim, emporte Rouffach par escalade le 24 février, repousse une deuxième fois le duc de Lorraine au delà du Rhin, et à la fin de mars, il part avec le duc de Rohan pour la Valteline, dans le cadre de la guerre franco-espagnole. 
Prenant sa route par Bâle et Zurich, il traverse le Splugen et arrive le 17 avril à Chiavenne.
Montausier était le plus ancien régiment français de cette petite armée qui, sous les ordres du duc de Rohan, fit pendant deux campagnes de si admirables choses dans les montagnes de l'Engadine et de la Valteline. Fort de 1 200 hommes au début de cette guerre si savante pour l'époque, le régiment de Montausier fut chargé de la garde du val de Luvigno et devait avoir l’œil sur les trois passages du val Furno, de l'Alpezel et du val de Pedenosso : en cas que le poste de Bormio fut attaqué, il devait marcher à son secours. Le 16 juin, les ennemis se portèrent sur le val de Luvigno dans le dessein de surprendre le régiment et de l'anéantir, mais le baron de Montausier comprit qu'avec ses seules forces toute résistance serait inutile contre 8 000 hommes, et il se retira sans être entamé par la montagne de Cassanna dans la haute Engaddine. Quand le duc de Rohan se rendit lui même dans cette vallée avec le reste de son armée, Montausier alla à sa rencontre et demanda à grands cris le combat contre les Espagnols et les Impériaux établis alors à Livigno. Le général, voyant ses troupes si animées, marcha à l'instant à l'ennemi par le val Federia, et l'attaquant à la fois par la vallée et par les hauteurs, il le mit dans une déroute complète après une heure de combat. Le 28 juin, Rohan se porte sur Tirano et fait aussitôt marcher Montausier vers Mazzo, où il y a deux ponts sur l'Adda. Ce passage était des plus importants pour la sûreté des quartiers de Tirano. Le régiment trouva l'ennemi déjà maître d'une des portes de Mazzo, mais il s'empara de l'autre et s'y maintint après un combat si acharné que Français et Allemands, jetant bas leurs mousquets, se prenaient au collet, et que les plus forts précipitaient les autres dans la rivière. Dans son rapport au roi sur l'affaire de Mazzo, Rohan disait à Louis XIII : « Je puis dire à Votre Majesté, Sire, que je n'ai jamais vu de si bonne infanterie de ce que j'en ai ici de française, ni de meilleurs officiers ». Le lendemain 30, le général allemand Fernamund vint avec un nouveau renfort dans le dessein de surprendre Montausier, mais Rohan accourut avec toute son armée, et la journée se passa en escarmouches. Le général autrichien appela alors à son secours le corps espagnol de Serbelloni. Rohan résolut d'empêcher leur jonction et d'en finir d'abord avec les Allemands. La bataille eut lieu le 3 juillet sous les murs de Mazzo. L'armée française qui ne comptait que 4 000 hommes de pied, Français ou Grisons, défit complètement 6 000 hommes dont un dixième à peine parvint à gagner Bormio. Tout le reste fut fait prisonnier ou périt au passage de l'Adda.
Rohan ne s'endort pas sur ce succès : il court aussitôt à la rencontre de l'armée espagnole qui se fortifiait à San-Pietro, au-dessus de Sondrio. Mais Jean Serbelloni, quoiqu'il eût avec lui 4 000 hommes d'infanterie, 600 chevaux et 4 pièces de canon, profita de la nuit pour se retirer à Morbegno, d'où il repassa dans le Milanais.
Restaient 400 Allemands renfermés dans le fort des Bains de Bormio. Le duc de Rohan marche contre ce fort le 18 juillet. C'était un rocher d'un accès difficile, et l'ennemi était plein de confiance dans la force de cette position. L'attaque commença le 19, par le régiment de La Frézelière et le poste fut emporté par le régiment de Montausier mais qui perd toutefois son mestre de camp Hector de Sainte-Maure, baron de Montausier, atteint de trois coups de pierres, dont il mourut peu de temps après, à l'age de 26 ans.
 Les Impériaux, pendant ce temps, réorganisaient leur armée dans le Tyrol. Ils reparurent en force dans la Valteline au mois d'octobre, avec l'intention de forcer le passage et de descendre en Italie. Le régiment, par une seule marche de quatorze heures dans un pays sans routes, accourut à Poschiave pour fermer un des débouchés du Milanais. Le 31 eut lieu le combat de Ferravalle. Le régiment de Montausier, retardé au passage des gorges des montagnes, arriva tard sur le champ de bataille, mais à sa vue, les Impériaux ne songèrent plus qu'à la retraite et jetèrent leurs armes pour fuir plus rapidement. Le 10 novembre, un nouveau combat fut livré près de Morbegno contre les Espagnols de Jean Serbelloni. Le régiment de Montausier, est chargé de l'attaque de gauche. Après la prière, l'armée s'élance aux cris de vive le roi ! et ce premier choc est si terrible, que les Espagnols, enfoncés de toutes parts, se retirent à l'abri de deux églises qui les couvrent. Cet obstacle arrête un instant le régiment de Montausier, mais, ranimé parles paroles de Rohan, il retourne à la charge et chasse les Espagnols de leur dernier retranchement. L'ennemi se retire dans Morbegno, poursuivi de rue en rue, et laisse plus de 1 500 hommes morts sur la place : bagages, caisse militaire, vaisselle des chefs, papiers, tout est pris. Ce fut le dernier acte de cette mémorable campagne.
Par ordonnance du 8 décembre 1635 le régiment de Montausier obtint le drapeau blanc, le mettant au nombre des régiments de province, sousle nom de régiment d'Angoumois. Mais le crédit de son mestre de camp parvint à faire révoquer la dernière partie de cet ordre, et dès l'année 1637
il était redevenu régiment de gentilshommes.
Le 4 avril 1636, le duc de Rohan sortit de ses quartiers d'hiver. Il s'empara du mont de la Francesca, surprit les quartiers espagnols dispersés sur les bords du lac de Côme, et les mit dans une épouvantable déroute. Le régiment servit dans cette occasion avec sa valeur accoutumée. Le 29 mai, l'armée n'ayant plus rien à faire dans la Valteline, descendit dans le Milanais, et à la fin de cette campagne, elle se retira dans le pays de Gex où elle passa l'hiver et une partie de l'année suivante.
Au mois de juillet 1637, le régiment de Montausier est placé sous les ordres d'Henri duc de Longueville qui commandait l'armée de Franche-Comté. Il concourut à la prise de plusieurs villes et châteaux, comme  et se distingua surtout le 25 juillet à la prise de Château-Chalon et, le 10 août, à celle de Saint-Laurent-la-Roche. Peu de jours après, il était au siège de Bletterans où son mestre de camp, Charles de Sainte-Maure, duc de Montausier, reçut une blessure considérable.
En 1638, le régiment de Montausier se rendit dans la haute Alsace pour faire le siège de Brisach. Pendant ce siége, il battit un corps lorrain près de Cernay et lui enleva trois drapeaux. Il était de retour devant Brisach lorsque les Impériaux tentèrent de forcer les lignes françaises. Il tomba sur 2 000 hommes qui avaient pénétré dans l'île par le petit pont, et les jeta dans le Rhin à la vue de toute l'armée.
Le régiment passa l'année 1639 en Alsace, dont son mestre de camp, Charles de Sainte-Maure, duc de Montausier, venait d'obtenir le gouvernement. Il servit au siège de Pontarlier et de Thann et prit part au secours de Bingen.
En 1640, il suit de comte de Guébriand en Allemagne, et se trouve au mois de juillet à la prise d'Engen et passe l'hiver dans les villes forestières.
En 1641, il pénètre avec l'armée suédoise au cœur de l'Allemagne et prend part au combat de Weissenfels, à la grande bataille de Wolfenbüttel où l'armée impériale fut dispersée, et au secours de Gottingen.
En 1642, il contribue à la prise d'Ordingen, et assiste à la bataille de Kempen (en) et à la prise de plusieurs places, comme Kempen, Linn, Ulkrac, Düren conséquence de la victoire remportée à Kempen.
L'année suivante, il faisait partie du corps d'observation pendant le siège de Thionville, et il eut une des quatre attaques au siège de Rottweil. Il se trouve plus tard à la bataille de Tuttlingen où le duc de Montausier est fait prisonnier. Toute cette campagne avait été malheureuse pour l'armée d'Allemagne.
En 1644, les affaires changèrent de face par l'arrivée du duc d'Enghien et de Turenne.
Pendant la première journée de la bataille de Fribourg, le régiment tourna les montagnes avec le vicomte de Turenne et prit sa part de ce furieux combat de huit heures, dans lequel, après des efforts incroyables contre des ennemis couverts d'un abattis d'arbres et de rocs entassés, le vicomte parvint à les vaincre et à s'ouvrir un passage dans la plaine. Le lendemain, le régiment qui était trop affaibli pour continuer de combattre en ligne, fut chargé d'occuper une hauteur qui dominait le champ de bataille ; mais il avait été prévenu, et accueilli par une mousqueterie très-vive, il dut se retirer.
L'année suivante, le régiment de Montausier, qui avait passé l'hiver en Alsace, joignit, le 25 juin, à Haguenau le
corps que le duc d'Enghien conduisait au secours de l'armée d'Allemagne. Il passa le Rhin, le 30, près
de Spire, fit d'abord le siège de Rottenbourg, et combattit, le 3 août, à Nördlingen.
Il continua de servir, en 1646 et 1647, dans les provinces qui bordent le Rhin. Au mois de septembre 1647, il repassa en France avec Turenne, participa à l'attaque de Montmédy et hiverna en Flandre.
Dirigé de nouveau sur l'Allemagne au commencement de 1648, il prit part, le 17 mai, à la bataille de Zusmarshausen, et , le même jour, il emporta avec le régiment de Vaubécourt le château de Heidenheim, poste important sur la Brenz. II ne comptait alors que 400 hommes présents sous les drapeaux.
En 1649, quand Turenne prit parti contre la cour, le régiment se rendit en Flandre. Il se trouva, le 4 août, avec le comte d'Harcourt, au passage de vive force de l'Escaut.
Renfermé dans Mouzon, en 1650, il contribua à la glorieuse défense que fit cette place pendant le mois d'octobre. Il eut d'abord la garde en dehors de la place, et ce ne fut que le 14 octobre, après un combat des plus acharnés que le régiment, accablé par le nombre des assaillants, se retira dans la ville. Après la capitulation de Mouzon, signée le 5 novembre, il alla à Donchery, et rejoignit bientôt l'armée du maréchal du Plessis-Praslin. Il était en réserve, le 15 décembre, à la bataille de Rethel. Après la victoire, il passa sous les ordres du marquis de La Ferté-Sennectere, lieutenant pour le roi en Lorraine, et il arriva le 26 devant Bar-le-Duc. Il attaqua en plein jour la haute et la basse ville, rompit les portes à coups de hache et emporta d'emblée cette place
Le régiment de Montausier continua de servir en Lorraine pendant les premiers mois de 1651, et se distingua au siège de Chasté. A la fin de cette année, il fut envoyé dans les provinces d'Angoumois et de Saintonge, dont son mestre de camp avait le gouvernement, et où le prince de Condé réunissait ses forces.

#### La Fronde
Le régiment se trouva, au mois de janvier 1652, au siège du château d'Ambleville, près de Segonzac, puis à celui de Barbezieux, qui se rendit le 15. Le 6 mars, il part de Pons pour investir Saintes, et le lendemain, après avoir reconnu les approches de la ville, il s'empare,
avec Picardie, du faubourg Saint-Vivien puis il ouvre la tranchée, entre la rivière et la maison des Pères de la Mission. Le 8, le régiment se logea sur le haut du fossé, et la ville capitula. Il se trouva ensuite aux sièges de Talmont et de Taillebourg, et au combat de Montançay, livré le 7 juin. Le marquis de Montausier s'y couvrit de gloire et fut très dangereusement blessé. Sur la fin de la campagne, un détachement fut laissé à la garde d'Angoulême, et le gros du corps fut placé au camp de Marennes, sous les ordres du marquis du Plessis-Bellière. Le 25 septembre, on commença le siège de cette ville, dont la prise fut
particulièrement due au régiment. On lui donna la tête de l'attaque des retranchements. Après la prière, les soldats, jetant leurs chapeaux en l'air aux cris de vive le roi, s'élancent avec une telle impétuosité, que les ennemis abandonnent les retranchements et s'enfuient dans toutes les directions. La ville fut emportée sans autre perte que celle de trois hommes.
Au commencement de 1653, le régiment de Montausier défendit Barbezieux, et quand on forma le blocus de Bordeaux, il fut placé avec le régiment de Vendôme dans le Fort-César de Médoc. Il en sortit au mois de juin pour faire le siège de Bourg, occupé par les troupes espagnoles et qui capitula le 2 juillet. Il assista aussi le 17 du même mois à la prise de Libourne.

#### Guerre franco-espagnole
En 1655, le régiment rallia la grande armée de Flandre et fit le siège de Condé.
Il était en 1656 à celui de Valenciennes.
En 1658 il est à la prise de Gravelines, Menin, Ypres et Audenarde.

#### Période de paix
En 1659, à la paix, il fut mis en garnison à Menin, qu'il évacua le 24 février 1660, quand cette place fut rendue aux Espagnols.
Le régiment, réduit à quatre compagnies, prit ses quartiers dans la Picardie. Il fournit, en novembre 1662, deux compagnies pour la garnison de Dunkerque cédée au roi par l'Angleterre

### Régiment de Crussol (1665-1702)

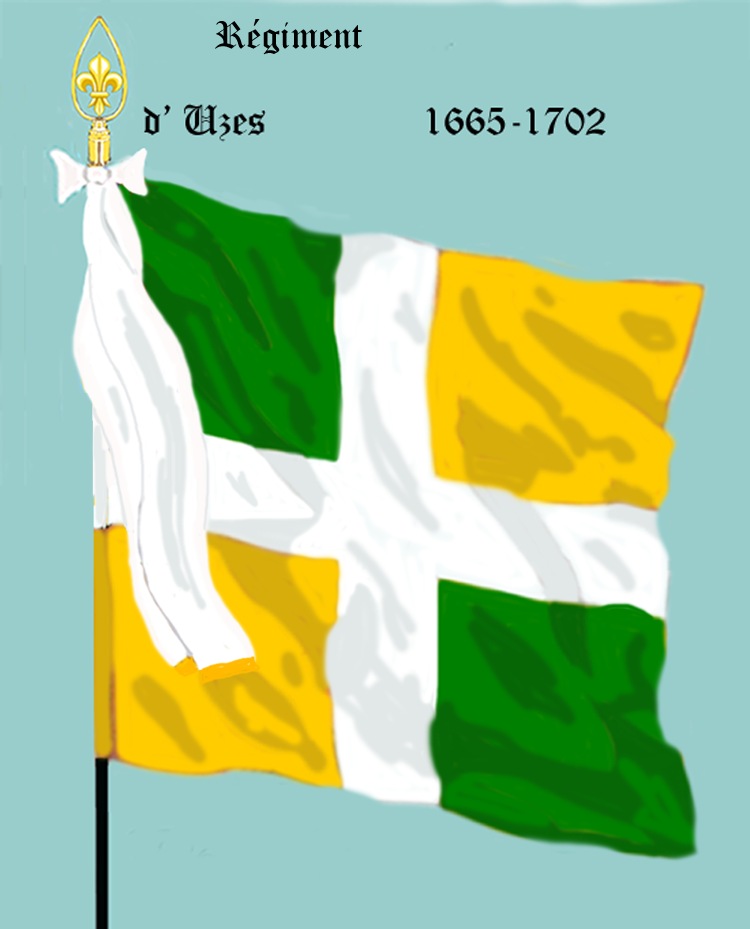
régiment de Crussol

#### Période de paix
En janvier 1666, on le trouve au camp de Croissy près d'Amiens, et, au mois de mars de la même année, à celui de Monchy près de Compiègne. Il appartenait depuis peu de temps à Emmanuel de Crussol, comte puis duc d'Uzès, gendre Charles de Sainte-Maure, marquis de Montausier, et portait le nom de régiment de Crussol.
En septembre 1670, le régiment assista à la prise de possession des places de la Lorraine et participe au siège d'Épinal.

#### Guerre de Hollande
En 1672, il fit partie de l'armée commandée par le roi en personne. Il se trouve à la prise de Wesel et d'Emerik, au passage du Rhin et au siège de Doesbourg. A la fin de la campagne, il alla, avec Turenne, prendre ses quartiers d'hiver dans l'électorat de Brandebourg.
Au commencement de 1673, le régiment assista à toutes les expéditions du vicomte en Allemagne, c'est-à-dire à la prise d'Unna, Kamen, Altena, Soëst, Xoëster et Bilfelden. Il eut ses quartiers d'hiver en Bourgogne.
Il fit toute la campagne de 1674 en Franche-Comté, embrigadé avec Royal Infanterie. Au siège de Besançon, le 14 mai, le « régiment de Crussol » était de jour aux tranchées, quand le roi ordonna d'attaquer le chemin couvert. Un bataillon des Gardes françaises était commandé pour soutenir au besoin le régiment, mais celui-ci, piqué d'une noble émulation, fit si bien que son logement se trouva prêt avant que les Gardes eussent eu le temps de s'ébranler, et que la ville capitula le même jour. Il est également au siège de Dole et à l'attaque du fort Saint-André de Salins.
Après l'entière soumission de la Franche-Comté, le « régiment de Crussol » fut dirigé sur l'armée de Roussillon commandée parle comte de Schomberg et participa au combat de Morillas.
Au commencement de 1675, le régiment se rendit à Toulon, et il s'y embarqua le 29 janvier, avec le duc de Vivonne, pour se rendre à Messine, qui venait de se révolter contre l'Espagne et qui implorait le secours de la France. Il arriva eu vue des côtes de Sicile le 11 février et assista le même jour à la défaite de la flotte hollandaise. Après son débarquement, il fut d'abord mis en garnison à Messine, qu'il quitta, au mois de septembre, pour aller occuper Agosta dont le duc de Vivonne venait de s'emparer.
Le 28 mars 1676, il repoussa victorieusement une attaque d'un corps ennemi débarqué près de Messine et mit dans la
plus complète déroute le régiment allemand de Bucquoy qui s'était emparé du couvent des Capucins et du fort Salvador des Grecs. Au mois d'octobre, Crussol était au siège de Taormine. Il emporta le 21 le fort de La Mole, et, le 9 novembre, celui de la Scaletta. Dans cette expédition, un bataillon du régiment tailla en pièces 800 Espagnols qui voulaient entrer dans Taormine, et fit prisonnier leur chef.
Crussol rentra en France au mois d'avril 1678.
Il était, en 1683, en garnison à Sarrebruck, et fut appelé, en juillet, au camp de Vaudrevange qui fut
visité par Louis XIV pendant le voyage que ce prince fit en Alsace et en Lorraine.
En 1687, le comte Emmanuel de Crussol cède le régiment à son fils Louis, qui fut le premier duc d'Uzès.

#### Guerre de la Ligue d'Augsbourg
Au début de la guerre de la Ligue d'Augsbourg, le régiment servit en 1688 à l'armée de la Moselle, et à la fin de la campagne, il entra dans la forteresse de Mayence.
L'année suivante, il se fait remarquer à la défense de cette place. Le 11 août, 2 compagnies sortent de la place, se jettent avec impétuosité sur les travaux des assiégeants, culbutent les gardes de tranchée, bouleversent trente toises
d'ouvrage, pénètrent jusqu'à une redoute et y engagent un combat. Le 16 août, une partie du régiment fait une nouvelle sortie.
Il continua de servir les années suivantes à l'armée d'Allemagne, et, en 1692, il fit partie du corps de Boufflers, qui s'avança sur la Meuse pendant le siège de Namur. Le régiment de Crussol monta plusieurs gardes à ce siège et se trouva à la bataille de Steenkerque. Il avait devant lui un petit bois que l'ennemi occupait. Le prince de Conti lui fit mettre l'épée à la main et le lança sur ce bois. Après une lutte acharnée dans laquelle il ne se servit que de l'arme blanche, il débusqua l'ennemi de sa position et le força de se replier de haie en haie jusqu'au bord de la plaine. Cette action vigoureuse coûta au régiment huit officiers blessés, 46 sergents et soldats tués et 65 blessés.
Il continua de servir, en 1693, sur cette frontière, et se conduisit admirablement à la sanglante bataille de Neerwinden. Il commença, avec le régiment du Roi, l'attaque du village de ce nom, dès neuf heures
du matin, et y perdit son colonel Louis, duc de Crussol d'Uzès, qui eut les deux jambes emportées d'un coup de canon. Après la victoire, il fit le siège de Charleroi, et servit jusqu'au traité de Ryswick, tantôt à l'armée de Flandre qui, passée sous les ordres du dauphin et de Villeroy, ne fit plus rien de considérable, tantôt à l'armée de la Moselle, dont les opérations se bornaient à des marches et contre-marches.

#### Guerre de Succession d'Espagne
En 1701, au début de la guerre de Succession d'Espagne, le régiment de Crussol fit partie du corps qui occupa les places des Pays-Bas espagnols pour Philippe V et, en 1702 , il fut envoyé à l'armée qui se rassemblait sur le Rhin, sous le commandement du maréchal de Cattinat. Au mois de septembre, il fut du détachement de cette armée qui partit de Strasbourg
avec Villars, et qui, franchissant le Rhin à Huningue, remporta la victoire de Friedlingen.

### Régiment d'Antin (1702-1703)

#### Guerre de Succession d'Espagne
Au mois de décembre 1702, le régiment changea de titre. Il était devenu la propriété du fils unique du marquis de Montespan, qui crut devoir abandonner un nom devenu trop célèbre, et se fit appeler le marquis d'Antin.

### Régiment de Gondrin (1703-1712)

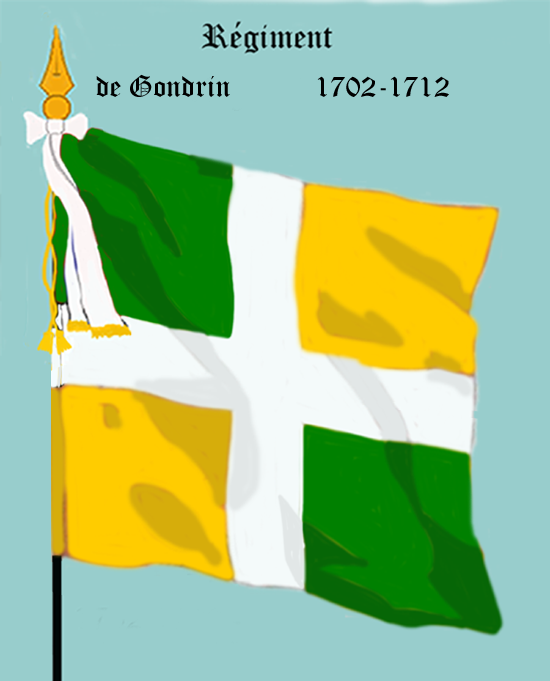
Régiment de Gondrin
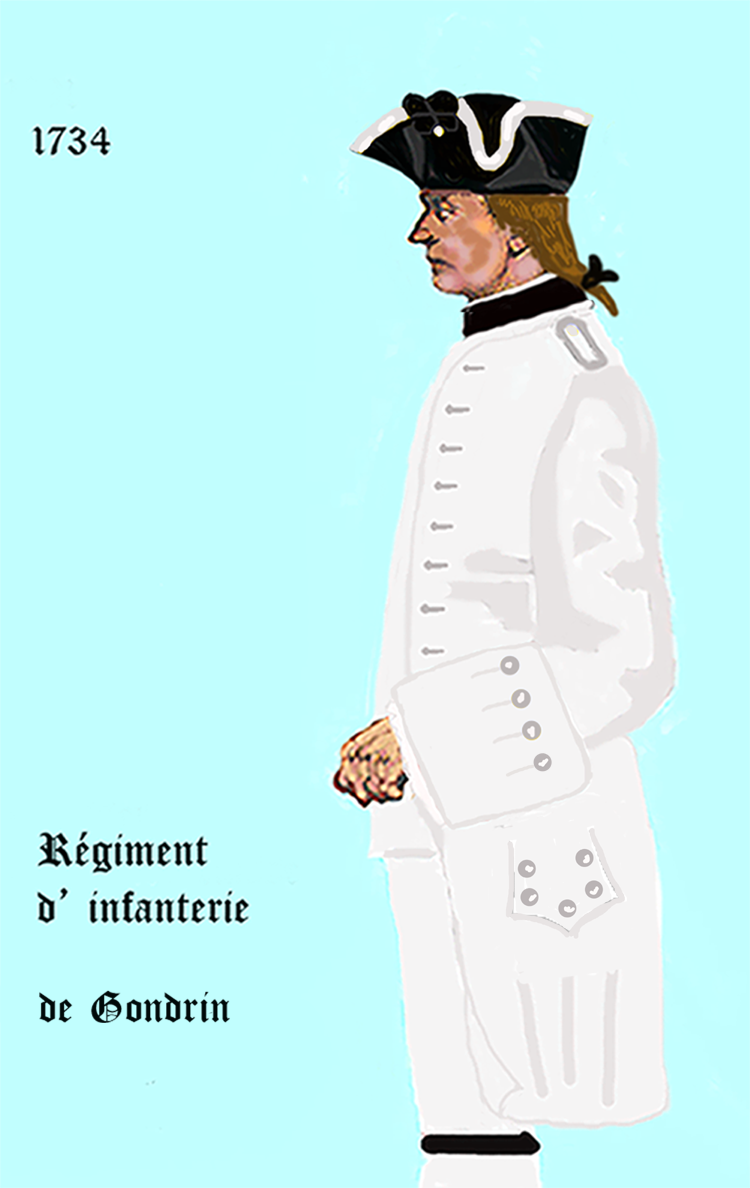
Régiment de Gondrin

#### Guerre de Succession d'Espagne
Celui-ci s'en étant démis l'année suivante en faveur de son fils, le Louis de Pardaillan de Gondrin marquis de Gondrin, le corps prit ce dernier titre. Il était retourné en Flandre en 1703.
En 1704, après le désastre d'Hochstadt, l'armée de Flandre vint dans le Palatinat de Bavière recueillir les débris des troupes battues. Elle repassa en Flandre au mois d'octobre.
La campagne de 1705 fut aussi insignifiante que les précédentes pour cette armée.
En 1706, Villeroy se fit battre à Ramilies. Gondrin y fit des prodiges de valeur et sauva, par sa bonne contenance, la brigade de Picardie fortement compromise. Réduit après cette journée à 620 officiers et soldats, le « régiment de Gondrin » se jeta dans Menin. Il s'y trouva le plus ancien corps de la garnison, et c'est à lui surtout qu'il faut rapporter l'honneur de la belle défense de cette place. Lorsqu'elle se rendit, le 13 août, le régiment se retira à Douai.
L'année 1707 se passa sur la défensive de part et d'autre.
En 1708 eut lieu la malheureuse bataille d'Audenarde, après lequel l'armée française démoralisée et réduite à rien, se vit contrainte à regarder, du camp de Potte, le siège et la prise de Lille.
Rétablie sur un meilleur pied, en 1709, et placée sous les ordres de Villars, elle fit chèrement payer à l'armée des Alliés le champ de bataille de Malplaquet. Le régiment de Gondrin était à l'aile gauche, vers les bois de Sari, il se battit avec un incroyable acharnement et en rapporta son colonel blessé.
Le régiment fit encore en Flandre les trois campagnes suivantes.

### Régiment de La Gervaisais (1712-1734)

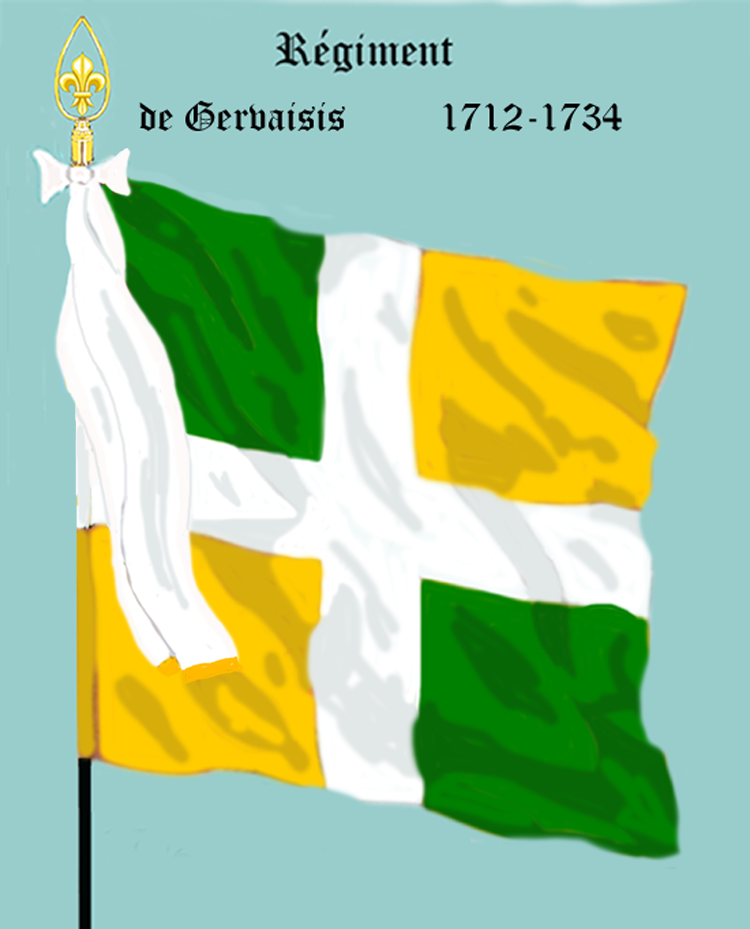
Régiment de La Gervaisais
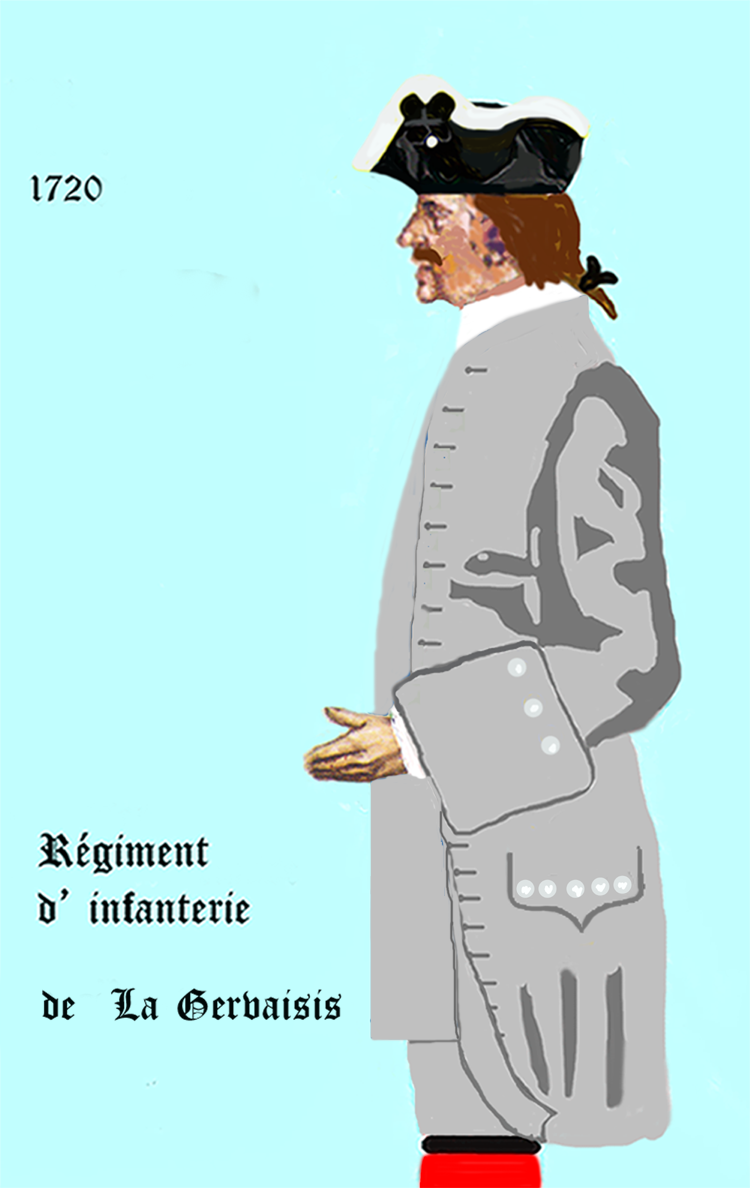
Régiment de La Gervaisais

#### Guerre de Succession d'Espagne
En 1712, il prit part aux sièges de Douai, du Quesnoy et de Bouchain.
En 1713, il était à l'armée du Rhin, et il monta plusieurs gardes de tranchée devant Landau.
Après le traité de Rastatt, le régiment est complété par le versement des hommes des régiments réformés de Tavannes, de Castelet et de Dampierre. Ces incorporations furent effectuées par ordres du 21 janvier et 30 mars 1714.
En 1719, le régiment de La Gervasais fait partie de l'armée d'Espagne, et sert aux sièges de Fontarabie, de Saint-Sébastien, d'Urgell et de Roses.

### Régiment d'Antin (1734-1743)

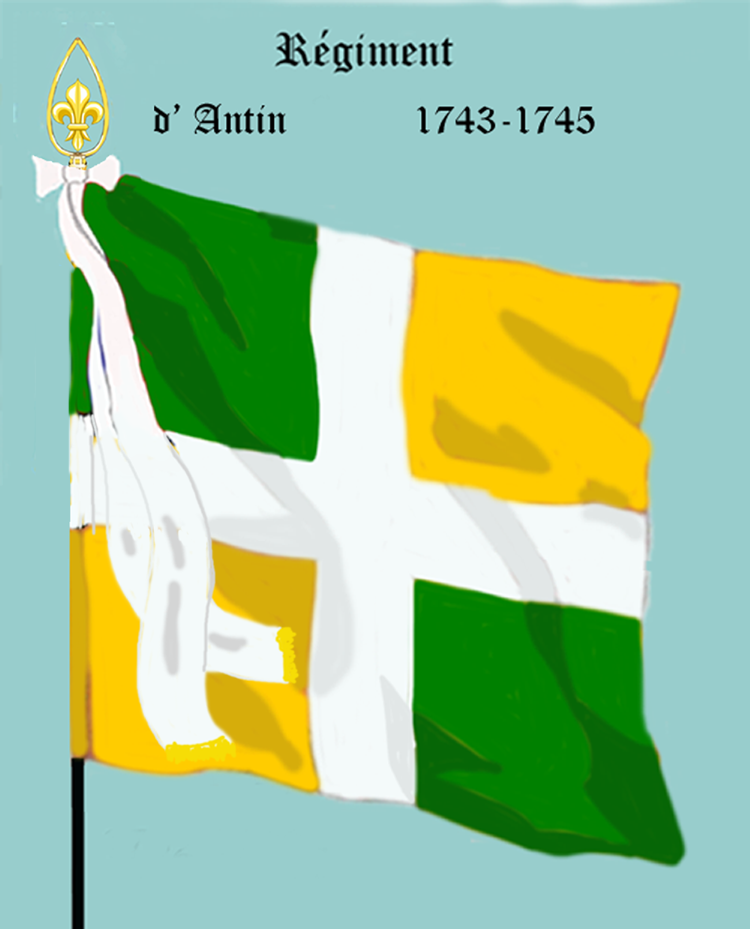
régiment d’Antin

#### Guerre de Succession de Pologne
En 1734, rentré dans la maison d'Antin, il est à l'armée du Rhin, dans le cadre de la guerre de Succession de Pologne et se distingue, le 4 mai, à côté des Gardes Françaises et de La Marine, à l'attaque des lignes d'Ettlingen. Le 7, pendant les préparatifs du siège de Philisbourg, il est envoyé à Roussen pour y construire un pont qu'il garda du côté de la place, tandis que les Gardes Suisses en couvraient le débouché sur la rive gauche du Rhin. Les compagnies de grenadiers servirent au siège et se firent fort remarquer, le 28 juin, à l'attaque du chemin couvert de l'ouvrage à cornes.
En 1735, le régiment d'Antin combat à Klausen et achève cette campagne et la guerre sur cette frontière, au camp établi entre Phaltz et Saint-Maximin.

#### Période de paix
En juillet 1739, l'un des bataillons est assemblé à Compiègne pour l'instruction du dauphin.

#### Guerre de Succession d'Autriche
Quand la guerre éclata de nouveau en 1741, le régiment d'Antin se rendit en Flandre. Il demeura cette année et les deux suivantes à la garde de cette frontière.

### Régiment de Gondrin (1743-1745)

#### Guerre de Succession d'Autriche
En 1743, il faisait partie, sous le nom de « régiment de Gondrin », des troupes assemblées à Dunkerque, pour une expédition en Écosse.
En 1744, il servit aux sièges de Menin, d'Ypres et de Furnes, et il fut ensuite dirigé sur l'Alsace, menacée par l'archiduc Charles. Il demeura d'abord chargé de la garde du pont de Kehl et se trouva plus tard au combat d'Augenheim. Après cette
affaire, il franchit le Rhin, le 26 août, avec les Gardes françaises et la brigade du Roi, et fit le siège de Fribourg. A la fin de cette campagne, il prit ses quartiers d'hiver en Souabe.
Il commença la suivante à l'armée du Bas-Rhin, mais, au mois de juin, il fut appelé en Flandre et servit aux sièges d'Audenarde, de Termonde et d'Ath. Il sortit définitive
ment cette année de la maison d'Antin , et prit le nom de « régiment de Montboissier ».

### Régiment de Montboissier (1745-1751)

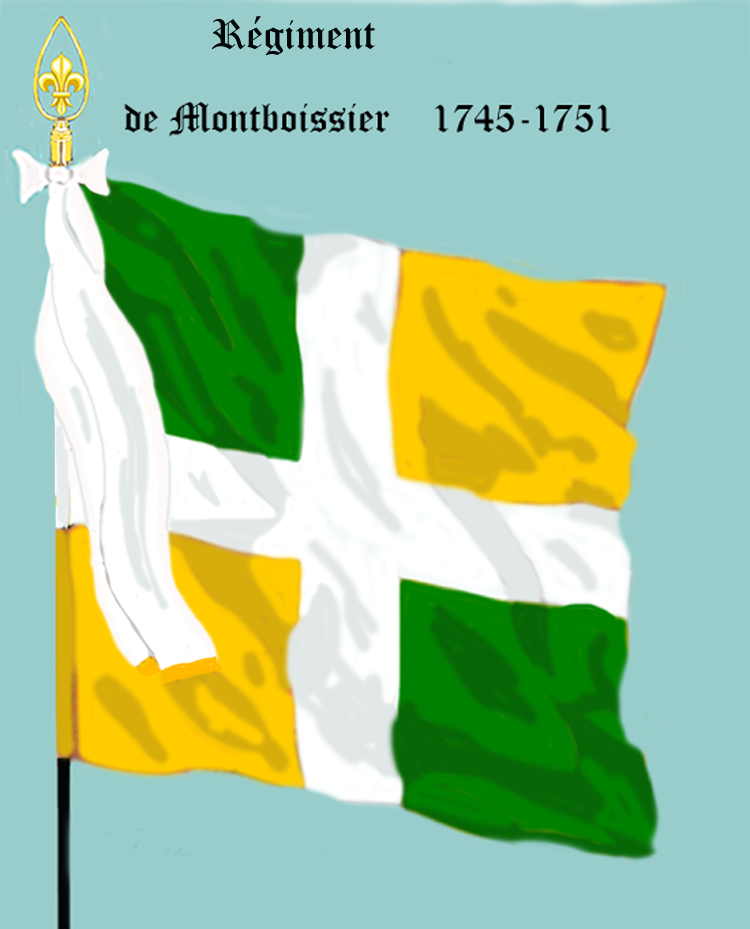
régiment de Montboissier

#### Guerre de Succession d'Autriche
En 1745, le régiment de Montboissier est porté à trois bataillons.
En 1746, il était de la division aux ordres du comte de Clermont. Il prit part aux opérations du siège de Namur, et, à la bataille de Rocoux, il partagea la gloire que s'acquit le régiment de Champagne à l'attaque du village d'Ance.
Au mois de mai 1747, le régiment de Montboissier était au camp de Malines, d'où il partit avec le comte de Lowendhal pour aller mettre le siège devant Berg-op-Zoom. II fut placé au village de Wonde et s'y retrancha. L'armée de siège ayant été momentanément affaiblie par le départ du comte de Saint-Germain avec son corps, le général ennemi, comte de Schwarzemberg, crut le moment favorable pour attaquer les lignes françaises. Dans la nuit du 9 au 10 août, il marche sur Wouw en trois colonnes. La première, composée de cinq compagnies de grenadiers et de deux bataillons, arrive par la chaussée de Rosendael sur une redoute gardée par une compagnie de grenadiers du régiment de Montboissier, soutenue par le 2e bataillon du régiment et quelques Volontaires bretons. Vainement cette colonne s'acharne-t-elle sur la redoute depuis une heure du matin jusqu'à quatre heures du soir, tous ses efforts sont repoussés.
Cent fusiliers du régiment, qui se trouvaient dans une autre redoute avec les grenadiers régiment d'Angoumois, ne montrèrent pas moins de valeur.
La troisième colonne ennemie, formée de quatre compagnies de grenadiers, de seize piquets anglais ou écossais et du régiment wallon de Cornabé, vint aussi se heurter quatre fois inutilement sur la redoute du chemin de Breda, défendue par 150 fusiliers des régiments de Montboissier et d'Angoumois. Une pièce de canon, que ces soldats avaient mise en batterie sur la chaussée, obligea cette colonne à se retirer.

Ce fut la seule tentative que firent les Alliés pour contrarier le siège de Berg-op-Zoom, et ils y perdirent 800 hommes. Après la prise de cette place réputée imprenable, le régiment campa sur les glacis jusqu'à ce que les brèches eussent été réparées et que la ville se trouvât en état de défense. Le 30 octobre, un convoi considérable de matériel d'artillerie partait de Berg-op-Zoom pour Anvers. Le comte de Vaux commandait l'escorte, composée de la brigade de Montboissier, extrêmement réduite, et d'une trentaine de Volontaires bretons. Le convoi fut attaqué dans les bruyères, entre Ossendrecht et le village de Putte, par un gros corps de troupes légères. 400 hussards fondirent sur le centre du convoi, tandis que les Croates pressaient l'arrière-garde. Mais les uns et les autres avaient affaire à de vieux soldats, qui ne se laissèrent point intimider par tout ce bruit, et qui les forcèrent à renoncer à leur entreprise.
En 1748, le régiment de Montboissier fit le siège de Maastricht et il demeura en Belgique jusqu'à la conclusion de la paix.

#### Période de paix
La réforme de 1749 réduisit le régiment de Montboissier à deux bataillons.

### Régiment de Joyeuse (1751-1755)

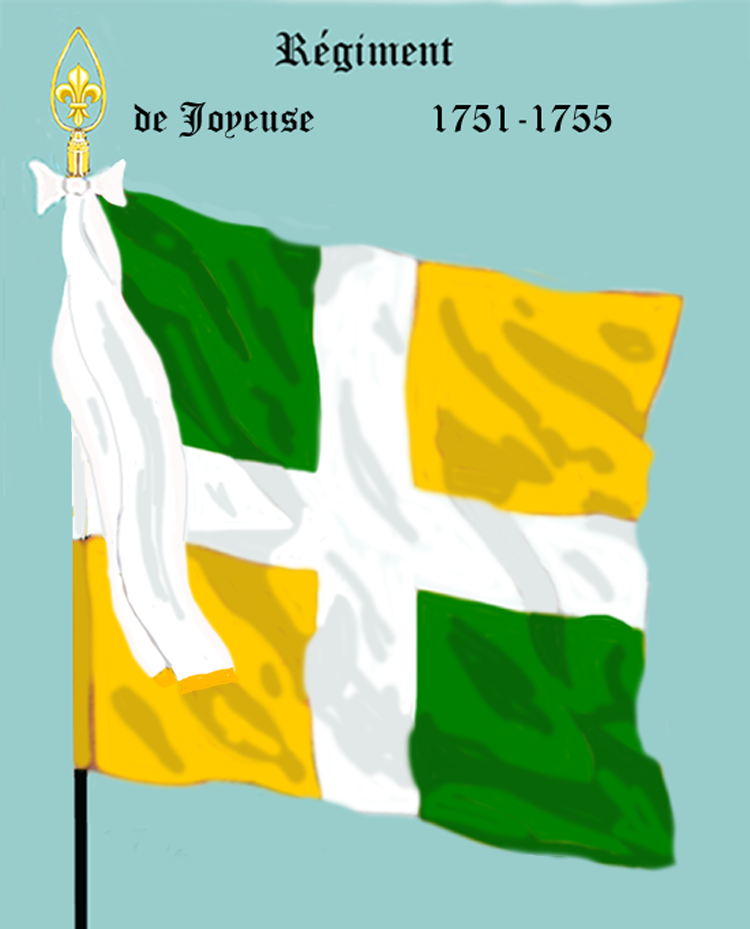
régiment de Joyeuse

#### Période de paix
En 1751 Jean Armand, marquis de Joyeuse, ancien colonel des régiments de Ponthieu et de Tournaisis prend le commandement du régiment qui prend le nom de régiment de Joyeuse.

### Régiment de Vaubécourt (1755-1762)

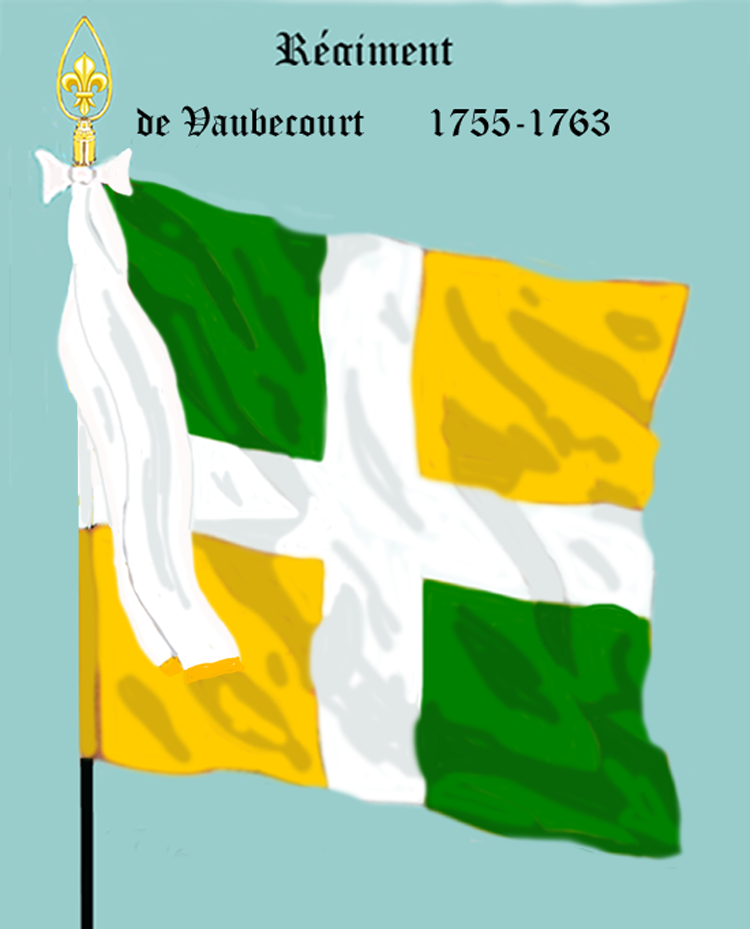
régiment de Vaubécourt

#### Guerre de Sept Ans
La France ayant pris parti dans la querelle de l'Autriche avec le roi de Prusse, le régiment de Vaubécourt
fut envoyé à l'armée du maréchal d'Estrées, et se trouva à la bataille d'Hastembeck.
Le corps contribua ensuite, sous le commandement de Richelieu, à la conquête du Hanovre, et prit part à l'occupation de Minden et de Hanovre. Il poursuivit l'ennemi jusqu'à Closterseven, et après la rupture de la convention signée par les généraux hanovriens, en vertu de laquelle leur armée ne devait plus participer aux hostilités, il quitta le camp d'Halberstadt et se remit en campagne. Richelieu, qui avait devant lui le prince Ferdinand de Brunswick, fit forcer, le 25 décembre, le passage de l'Aller par les brigades de La Marine et de Vaubécourt. Vaubécourt franchit cette rivière au pont d'Alten-Zell, occupa le soir la ville de Zell, et de là rentra dans le Hanovre.
Au commencement de 1758, les troupes françaises rétrogradèrent vers le Rhin et prirent de nouveaux quartiers sur les rives de ce fleuve. Vaubécourt eut les siens aux environs de Dusseldorf. Le 12 juin, les hostilités commencèrent par un grand combat près d'Alpen. Vaubécourt et La Marine, toujours ensemble, passèrent le canal de Rheinberg, et se mirent en bataille le long de ses bords pour prendre l'ennemi en flanc, dans le cas où il attaquerait l'aile gauche française. C'était la clef de la position, et le prince Ferdinand le sentit bien, car il porta ses premiers efforts sur ces deux brigades. Celles-ci, soutenues par du canon et les Carabiniers, ouvrirent sur les alliés un feu si bien nourri, qu'ils renoncèrent à leur entreprise. L'armée française se retira de son côté au camp de Meurs, et le 24 juin se donna la bataille de Crefeld. Le régiment y montra beaucoup de résolution, mais ses efforts furent inutiles ; l'affaire avait été mal engagée.
En 1759, Vaubécourt combattit à Bergen et à Minden.
Il se distingua, en 1760, au combat de Corbach, et il contribua particulièrement à forcer le prince Ferdinand dans son camp de Sachsenhausen. Il prit encore part, cette année, aux affaires de Warburg et de Clostercamp.
Le 3 juillet 1761 eut lieu le combat de Werle. Le prince Ferdinand suivait le maréchal de Soubise qui venait de quitter le camp d'Unna, et son avant-garde attaqua l'arrière-garde française. Soubise arrête aussitôt son armée, fait ses dispositions le long du Landwerth, et porte rapidement les brigades de Vaubécourt et de Briqueville sur les hauteurs situées à sa gauche. Le marquis de Vaubécourt trouve les ennemis au moulin et au château de Schaffhausen, où ils commençaient à se retrancher, et les fait à
l'instant attaquer par les compagnies d'élite de son régiment. Quoique les alliés fussent avantageusement postés et qu'ils ouvrissent un feu terrible de mousqueterie et d'artillerie chargée à cartouches, ces braves compagnies, renforcées par les grenadiers et chasseurs de quelques autres corps, les chassèrent et les poursuivirent jusqu'à la plaine. Vaubécourt se trouva encore, les 15 et 16 juillet, aux affaires de Villinghausen; il se distingua, le 2 septembre, à l'attaque d'Osterode et des retranchements des bois du Harz, qui furent emportés, et où l'on fit 450 prisonniers. Le 25 du même mois, il fit capituler le château de Scharzfeld, et y prit 14 pièces de canon, 18 officiers et 367 soldats. Il détruisit ce château, rasa un fort construit par l'ennemi et
brûla un abattis d'arbres capable de renfermer un camp de 6 000 hommes.
Il continua de servir en Allemagne en 1762, et se signala, le 20 septembre, au combat d'Amenebourg, en défendant vaillamment le pont et le moulin de la Lohn. Rentré en France à la fin de la campagne, le régiment de Vaubécourt est mis à quatre bataillons par l'incorporation du régiment de Lorraine, créé en 1684, et qui venait de faire glorieusement la guerre en Inde (en), et prend le nom de régiment d'Aunis, lors de la réorganisation des corps d'infanterie français de 1762.
L'ordonnance arrête également l'habillement et l'équipement du régiment comme suit
Habit, parements, veste et culotte blancs, revers et collet rouges, poches à l'ordinaire garnies de cinq boutons, autant aux parements, cinq aux revers et  quatre en dessous: boutons blancs unis, avec le no 17. Chapeau bordé d’argent.

### Régiment d'Aunis (1762-1775)

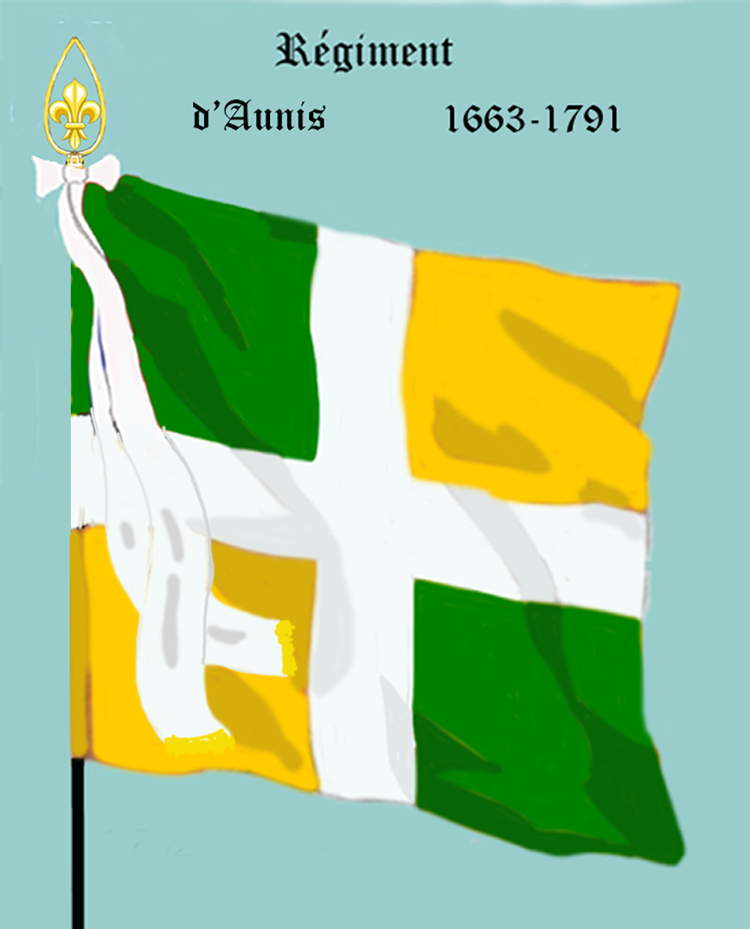
Régiment d'Aunis
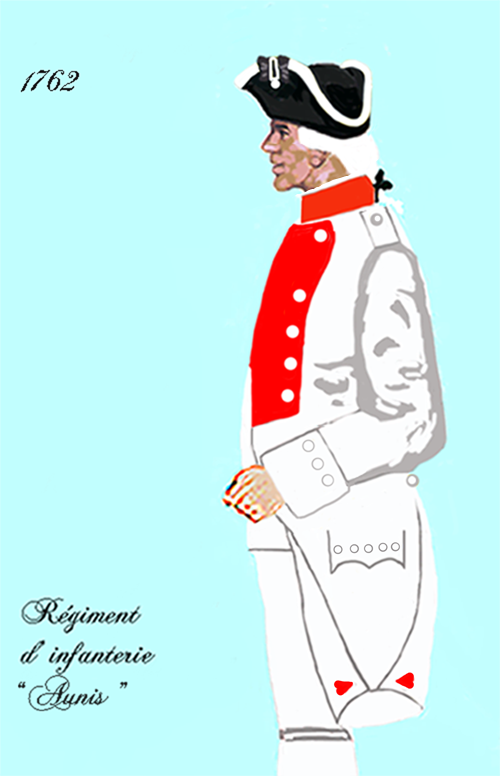
Régiment d'Aunis de 1762 à 1767
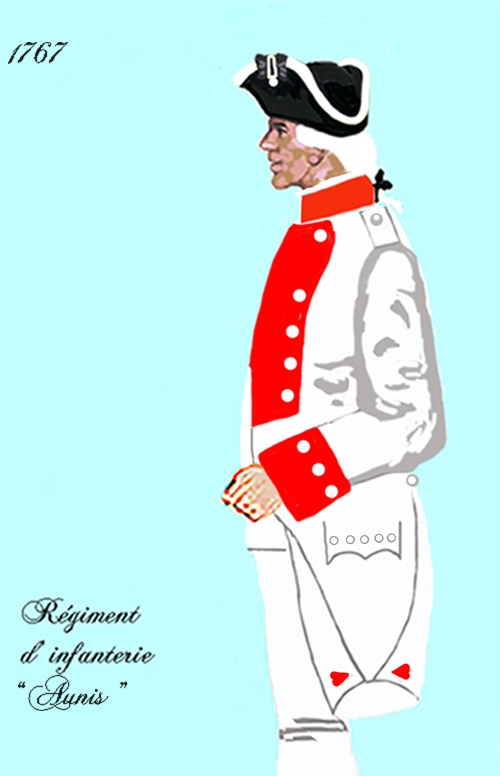
Régiment d'Aunis de 1767 à 1776

#### Période de paix
Après la paix de Versailles, le régiment d'Aunis fut mis en garnison à Mont-Dauphin, Embrun et Fort Barraux. Il fut réuni à Briançon en décembre 1763, et passa de là à Valenciennes en juin 1764, à Givet en octobre 1766, et à Douai en octobre 1768. Il fut appelé au camp de Verberie en juillet 1769, et fut ensuite envoyé à Perpignan. Il occupa ensuite la garnison de Toulon, en octobre 1771, et celle de Besançon en novembre 1773.
Ce fut à Besançon qu'il fut dédoublé lors de la réorganisation des corps d'infanterie français du 26 avril 1775 :
- Les 1er et 3e bataillons formèrent le nouveau régiment d'Aunis.
- Les 2e et 4e bataillons composèrent le régiment de Bassigny.

Le régiment d'Aunis avait eu douze drapeaux. Ceux d'ordonnance présentaient deux quartiers verts et deux quartiers aurore. Ces drapeaux, réduits à deux par bataillon, restèrent dans le nouveau régiment d'Aunis.
 Ceux de Bassigny conservèrent les couleurs verte et aurore dans les deux quartiers supérieurs. Ceux d'en bas furent l'un noir et l'autre cramoisi.

Le vieil uniforme d'Aunis consistait en habit, culotte et parements blancs, veste et collet rouges, boutons et galon de chapeau d'argent, pattes en travers garnies de six boutons et cinq sur la manche.

En 1776, Aunis eut le revers et les parements roses avec le collet bleu de ciel et les boutons jaunes.

Bassigny se distingua d'Aunis par le collet jonquille et les boutons blancs.

### Régiment de Bassigny (1775-1791)

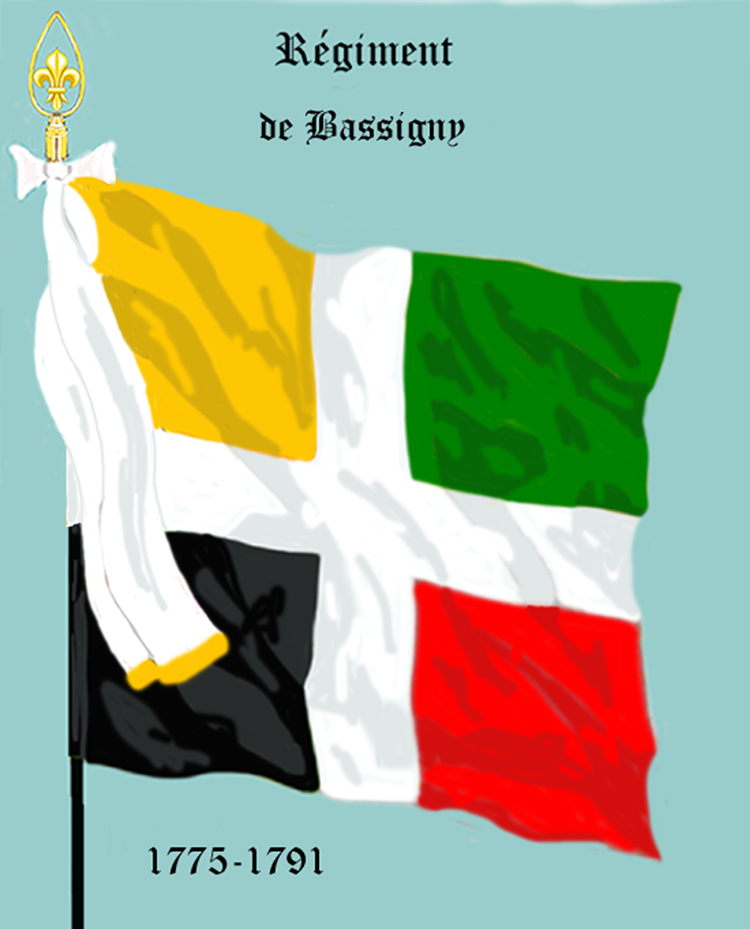
Régiment de Bassigny de 1775 à 1791
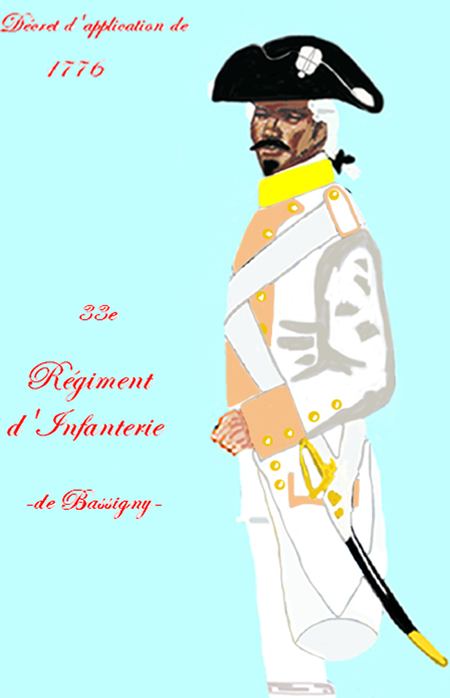
Régiment de Bassigny de 1776 à 1779
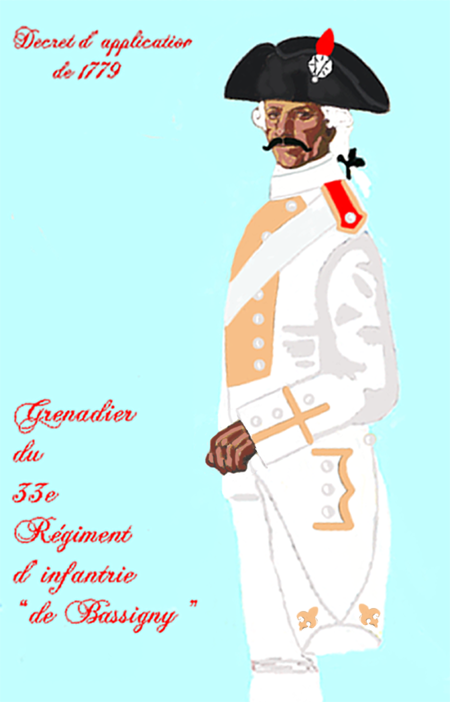
Régiment de Bassigny de 1779 à 1791

En août 1775, le régiment de Bassigny partit de Besançon, où il avait été formé, pour aller à Belfort. Il fut ensuite à Briançon en mai 1776, à Metz en novembre 1776 et à Douai en avril 1778. Appelé en Normandie au mois de juillet, il fit partie du camp de Vaussieux, et après la levée de ce camp, il se rendit à La Rochelle où il arriva en octobre.
Il fut placé à Soubise et Marennes en mars 1779, partit de là pour Landerneau en septembre, et prit la garnison de Brest en janvier 1780.
Il vint ensuite à Lisieux en décembre 1781, à Valognes en juin 1782, détacha son 2e bataillon à Cherbourg en avril 1783, et se trouva réuni à Metz au mois de novembre de la même année.
Il alla depuis à Sarrelouis en octobre 1786, à Nantes et Belle-Île en octobre 1787, et à Brest en mars 1788.

#### Guerres de la Révolution française
Après plusieurs mouvements en Bretagne, le 2e bataillon s'embarqua en janvier 1791 pour se rendre à Saint-Domingue dans le cadre de la Révolution haïtienne.

Le 1er bataillon fut dirigé au mois de juin de Brest sur Tours. A peine arrivé dans cette ville, il reçut le contre-coup des graves événements qui s'accomplissaient alors. On venait d'apprendre l'arrestation du roi à Varennes. A cette nouvelle, le 27 juin, les soldats veulent forcer leur colonel Pierre Marie de Suffren, le neveu de l'illustre Suffren, à prêter serment à la constitution. Le colonel s'y refuse, et il est chassé.

Pendant ce temps, le 2e bataillon passait de Saint-Domingue à la Martinique où les partis s'entre-déchiraient. Un grand nombre de soldats de ce bataillon rentrèrent en France à l'époque où les contre-révolutionnaires eurent le dessus dans cette colonie. Le bataillon fut rappelé en 1792.
Au commencement de la guerre, le 1er bataillon fut envoyé à l'armée du Rhin. Il se distingua particulièrement, le 2 décembre 1791, à la reprise du village de Bockenheim près de Francfort; ce furent ses pièces de canon qui contraignirent l'ennemi à évacuer ce poste. Après l'occupation de Francfort par l'armée prussienne, ce bataillon se retira à Mayence et contribua à la célèbre défense de cette place.
Le 2e bataillon, à son retour des Antilles, fut aussi envoyé sur le Rhin : il occupait Oppenheim au commencement de 1793. Un détachement, qui avait été arrêté à Toulon au moment où il arrivait de la Martinique, fit partie de la malheureuse expédition de Sardaigne en décembre 1792 et janvier 1793 : il était embarqué sur le Léopard qui fit naufrage au moment du débarquement.

Après la capitulation de Mayence, en juillet 1793, le 1er bataillon et les restes du 2e bataillon de Bassigny furent envoyés en Vendée. Ils prirent part, sous le commandement des généraux Aubert-Dubayet, Kléber et Marceau, à toutes les actions qui rendirent la division mayençaise si redoutable aux royalistes. Le régiment montra la même ardeur en 1794 et 1795 contre les Chouans.
Ce fut lui qui, en février 1796, arrêta Stofflet dans la ferme de la Saugrenière près de La Poitevinière. Au moment où il se vit pris, Stofflet saisit aux cheveux le grenadier Audions, et il allait l'étrangler si son camarade Chartier ne fut venu à son secours. Le chef vendéen fut fusillé le lendemain à Angers. Le même jour, le régiment de Bassigny battit un rassemblement de 500 Chouans aux mines de Montrelais, près d'Ingrandes.
Le 21 novembre 1796, les deux bataillons du régiment furent versés directement dans la 81e demi-brigade de deuxième formation, les 63e et 64e demi-brigade de première formation n'avaient point été formées.
Ses unités deviendront par la suite le 32e régiment d'infanterie ci-devant Bassigny.